# اسحاق خانزادی
اسحاق خانزادی (زادهٔ ۱۳۲۹ در کیلان؛ استان تهران) صدابردار، صداگذار، میکس‌کنندهٔ صدا و مسئول امور فنی صدا در سینمای ایران است.

## زندگی
«اسحاق خانزادی» با نام هنریِ «احمد خانزادی» در سال ۱۳۲۹ در شهر کیلان در شهرستان دماوند در استان تهران زاده شد. او فعالیت‌های هنری‌اش را در سنین نوجوانی و از سال ۱۳۴۳ بعنوان یکی از کارکنان فنی «استودیو عصر طلایی» (به مدیرت عزیزالله کردوانی) آغاز نمود. خانزادی که صداگذاری را از سال ۱۳۴۵ در کنار روبیک منصوری آغاز کرده بود، این کار را از سال ۱۳۴۷ به‌طور مستقل ادامه داد و نخستین باری که نامش در عنوان‌بندی فیلم‌ها به‌عنوانِ صداگذار ثبت شد، فیلم‌های هفت دختر برای هفت پسر (محمد متوسلانی، ۱۳۴۷) و سپس بهرام شیردل (امین امینی، ۱۳۴۷) بود. او در سال ۱۳۵۰ و با معرفیِ «بهرام ری‌پور»، در وزارت فرهنگ و هنر استخدام شد. اسحاق خانزادی تاکنون صدابرداری یا صداگذاری ۱۳۰۰ فیلم سینمایی بلند، کوتاه، مستند، گزارشی و خبری را در سینما و تلویزیون ایران انجام داده که برخی از مهم‌ترین آنان عبارتند از: «یک اتفاق ساده» (سهراب شهید ثالث، ۱۳۵۲)، «طبیعت بی‌جان» (سهراب شهید ثالث، ۱۳۵۴)، «ملکوت» (خسرو هریتاش، ۱۳۵۵)، «در امتداد شب» (پرویز صیاد، ۱۳۵۶)، «چریکهٔ تارا» (بهرام بیضایی، ۱۳۵۷) و «دلشدگان» (علی حاتمی، ۱۳۷۰). او همچنین صدابرداری «هفتمین دورهٔ بازی‌های آسیایی در تهران» را نیز بعهده داشته‌است. اسحاق خانزادی از دههٔ ۱۳۷۰ که صدابرداری سر صحنه در سینمای ایران گسترش یافت، در این زمینه نیز فعالیت کرده و گاهی به او پیشنهاد بازیگری نیز داده شده‌است که از آن جمله بازی در فیلم «سردار جنگل» (امیر قویدل، ۱۳۶۲) است.
از دیگر زمینه‌های فعالیت هنری او، می‌توان به طراحی چهره‌پردازی در فیلم «تحفه‌ها» (ابراهیم وحیدزاده، ۱۳۶۶) و انتخاب موسیقی برای دو فیلم «توجیه» (منوچهر حقانی‌پرست، ۱۳۶۰) و «سه تا بزن‌بهادر» (حسین مدنی، ۱۳۴۴) اشاره نمود.

## کارنامهٔ هنری

### سینما

#### بازیگر
- سردار جنگل (۱۳۶۲)

#### صدا بردار
1. آتش‌بس ۲ (۱۳۹۳)
2. دربست آزادی (۱۳۹۲)
3. متروپل (۱۳۹۲)
4. نیکان و بچه غول (۱۳۹۱)
5. پریناز (۱۳۸۹)
6. جرم (۱۳۸۹)
7. یکی از ما دو نفر (۱۳۸۹)
8. خاطره (۱۳۸۷)
9. سوپراستار (۱۳۸۷)
10. محاکمه در خیابان (۱۳۸۷)
11. بی‌پولی (۱۳۸۶)
12. تسویه حساب (۱۳۸۶)
13. صد سال به این سالها (۱۳۸۶)
14. رئیس (۱۳۸۵)
15. آتش‌بس (۱۳۸۴)
16. حکم (۱۳۸۴)
17. من و دبورا (۱۳۸۴)
18. ازدواج به سبک ایرانی (۱۳۸۳)
19. زن زیادی (۱۳۸۳)
20. سربازهای جمعه (۱۳۸۲)
21. وعده دیدار (۱۳۸۲)
22. دختر ایرونی (۱۳۸۱)
23. دنیا (۱۳۸۰)
24. ازدواج غیابی (۱۳۷۹)
25. پارتی (۱۳۷۹)
26. عشق بدون مرز (۱۳۷۷)
27. مصائب شیرین (۱۳۷۷)
28. سارای (۱۳۷۶)
29. حمله به اچ۳ (۱۳۷۳)
30. پرواز از اردوگاه (۱۳۷۲)
31. آپارتمان شماره ۱۳ (۱۳۶۹)
32. دریا برای تو (۱۳۶۹)
33. انسان و اسلحه (۱۳۶۷)
34. جعفرخان از فرنگ برگشته (۱۳۶۶)
35. توبه نصوح (۱۳۶۱)
36. در امتداد شب (۱۳۵۶)
37. به امید دیدار (۱۳۵۴)
38. طبیعت بی جان (۱۳۵۳)
39. علی کنکوری (۱۳۵۲)
40. یک اتفاق ساده (۱۳۵۲)
41. استوار و پاسبان (۱۳۵۱)
42. حسن دینامیت (۱۳۵۱)
43. ماجرای یک دزد (۱۳۵۰)
44. نقره داغ (۱۳۵۰)
45. کوچه مردها (۱۳۴۹)
46. بهرام شیردل (۱۳۴۷)
47. هفت دختر برای هفت پسر (۱۳۴۷)

#### صدابردار صحنه
1. اعتراض (۱۳۷۸)
2. فریاد (۱۳۷۷)
3. دنیای وارونه (۱۳۷۶)
4. مرسدس (۱۳۷۶)
5. خواهران غریب (۱۳۷۴)
6. دو نفر و نصفی (۱۳۷۰)
7. دریا برای تو (۱۳۶۹)
8. شهر خاکستری (۱۳۶۹)

#### صداگذار
1. دربست آزادی (۱۳۹۲)
2. فیتیله و ماه پیشونی (۱۳۹۰)
3. پریناز (۱۳۸۹)
4. رئیس (۱۳۸۵)
5. من و دبورا (۱۳۸۴)
6. ازدواج به سبک ایرانی (۱۳۸۳)
7. نقاب (۱۳۸۳)
8. دنیا (۱۳۸۰)
9. اعتراض (۱۳۷۸)
10. عشق بدون مرز (۱۳۷۷)
11. طوفان (۱۳۷۵)
12. دایره سرخ (۱۳۷۴)
13. یک شب، یک غریبه (۱۳۷۳)
14. پاییز بلند (۱۳۷۲)
15. زیر آسمان (۱۳۷۱)
16. بهترین بابای دنیا (۱۳۷۰)
17. دیده‌بان (۱۳۶۷)
18. هی جو (۱۳۶۷)

#### صدا گذاری و میکس
1. پرچم‌های قلعه کاوه (۱۳۸۶)
2. دایناسور (۱۳۸۶)
3. آتش‌بس (۱۳۸۴)
4. مرثیه برف (۱۳۸۳)
5. دختر ایرونی (۱۳۸۱)
6. بالای شهر پایین شهر (۱۳۸۰)
7. نگین (۱۳۸۰)
8. پارتی (۱۳۷۹)
9. مریم مقدس (۱۳۷۹)
10. شوکران (۱۳۷۷)
11. فریاد (۱۳۷۷)
12. تارهای نامریی (۱۳۷۶)
13. دنیای وارونه (۱۳۷۶)
14. شمارش معکوس (۱۳۷۶)
15. مرسدس (۱۳۷۶)
16. سرعت (۱۳۷۵)
17. سلطان (۱۳۷۵)
18. مردی شبیه باران (۱۳۷۵)
19. آخرین مرحله (۱۳۷۴)
20. خواهران غریب (۱۳۷۴)
21. فاتح (۱۳۷۴)
22. پادزهر (۱۳۷۲)
23. تاواریش (۱۳۷۲)
24. جنگ نفتکشها (۱۳۷۲)
25. آذرخش (۱۳۷۱)
26. افعی (۱۳۷۱)
27. تماس شیطانی (۱۳۷۱)
28. سوء ظن (۱۳۷۱)
29. شعله‌های خشم (۱۳۷۱)
30. دلشدگان (۱۳۷۰)
31. دو نفر و نصفی (۱۳۷۰)
32. تحفه‌ها (۱۳۶۶)

#### میکس
1. قارچ سمی (۱۳۸۰)
2. اعتراض (۱۳۷۸)
3. عشق بدون مرز (۱۳۷۷)
4. رقص خاک (۱۳۷۰)
5. ابلیس (۱۳۶۹)
6. افسانه آه (۱۳۶۹)
7. پرده آخر (۱۳۶۹)
8. در کوچه‌های عشق (۱۳۶۹)
9. شهر خاکستری (۱۳۶۹)
10. آخرین پرواز (۱۳۶۸)
11. پول خارجی (۱۳۶۸)
12. تا مرز دیدار (۱۳۶۸)
13. جستجوگر (۱۳۶۸)
14. دخترک کنار مرداب (۱۳۶۸)
15. زمان از دست رفته (۱۳۶۸)
16. ساوالان (۱۳۶۸)
17. در مسیر تندباد (۱۳۶۷)
18. کشتی آنجلیکا (۱۳۶۷)
19. پاییزان (۱۳۶۶)
20. پرنده کوچک خوشبختی (۱۳۶۶)
21. جعفرخان از فرنگ برگشته (۱۳۶۶)
22. سرزمین آرزوها (۱۳۶۶)
23. شرایط عینی (۱۳۶۶)
24. گل مریم (۱۳۶۶)
25. اتاق یک (۱۳۶۵)
26. پرواز در شب (۱۳۶۵)
27. شیر سنگی (۱۳۶۵)
28. گزارش یک قتل (۱۳۶۵)
29. آب، باد، خاک (۱۳۶۴)
30. آتش در زمستان (۱۳۶۴)
31. آن سوی مه (۱۳۶۴)
32. پلاک (۱۳۶۴)
33. جستجو در شهر (۱۳۶۴)
34. زنجیرهای ابریشمی (۱۳۶۴)
35. آن سفر کرده (۱۳۶۳)
36. پیشتازان فتح (۱۳۶۳)
37. تاتوره (۱۳۶۳)
38. طائل (۱۳۶۳)
39. عقاب‌ها (۱۳۶۳)
40. گلهای داوودی (۱۳۶۳)
41. گورکن (۱۳۶۳)
42. پیک جنگل (۱۳۶۲)
43. دیار عاشقان (۱۳۶۲)
44. کمال الملک (۱۳۶۲)
45. مترسک (۱۳۶۲)
46. رهایی (۱۳۶۱)
47. توجیه (۱۳۶۰)
48. چریکه تارا (۱۳۵۷)
49. علی کنکوری (۱۳۵۲)

#### امور فنی صدا
1. در کوچه‌های عشق (۱۳۶۹)
2. آب را گل نکنید (۱۳۶۸)
3. ای ایران (۱۳۶۸)
4. باغ سید (۱۳۶۸)
5. تا مرز دیدار (۱۳۶۸)
6. ریحانه (۱۳۶۸)
7. ساوالان (۱۳۶۸)
8. شب دهم (۱۳۶۸)
9. کانی مانگا (۱۳۶۶)
10. حماسه دره شیلر (۱۳۶۵)
11. دست نوشته‌ها (۱۳۶۵)
12. شیر سنگی (۱۳۶۵)
13. گزارش یک قتل (۱۳۶۵)
14. گودال (۱۳۶۵)
15. مقاومت (۱۳۶۵)
16. هوای تازه (۱۳۶۵)
17. آب، باد، خاک (۱۳۶۴)
18. اتوبوس (۱۳۶۴)
19. جستجو در شهر (۱۳۶۴)
20. مادیان (۱۳۶۴)
21. آن سفر کرده (۱۳۶۳)
22. پیشتازان فتح (۱۳۶۳)
23. تاتوره (۱۳۶۳)
24. طائل (۱۳۶۳)
25. عقاب‌ها (۱۳۶۳)
26. گورکن (۱۳۶۳)
27. ما ایستاده‌ایم (۱۳۶۳)
28. سردار جنگل (۱۳۶۲)
29. میرزا کوچک خان (۱۳۶۲)
30. هیولای درون (۱۳۶۲)
31. زنده باد ... (۱۳۵۸)

#### افکت
1. در مسیر تندباد (۱۳۶۷)
2. یار در خانه (۱۳۶۶)
3. آب، باد، خاک (۱۳۶۴)
4. پلاک (۱۳۶۴)
5. توجیه (۱۳۶۰)
6. صمد در به در می‌شود (۱۳۵۷)
7. ملکوت (۱۳۵۵)
8. علی کنکوری (۱۳۵۲)
9. کوچه مردها (۱۳۴۹)

#### صدابردار استودیو
- توجیه (۱۳۶۰)
- آقای هیروگلیف (۱۳۵۹)

#### لابراتوار
- دو انسان (۱۳۴۵)

#### چاپ
- بیست سال انتظار (۱۳۴۵)
- ده سایه خطرناک (۱۳۴۴)
- مرد ده میلیون تومانی (۱۳۴۴)

#### طراح چهره‌پردازی
- تحفه‌ها (۱۳۶۶)

### تلویزیون
| سال       | نام            | سمت      | کارگردان       | توضیحات |
| --------- | -------------- | -------- | -------------- | ------- |
| ۱۳۸۱–۱۳۸۲ | پرده عشق       | صدابردار | جمال شورجه     | شبکه ۲  |
| ۱۳۸۰–۱۳۸۱ | سفر سبز        | صدابردار | محمدحسین لطیفی | شبکه ۳  |
| ۱۳۷۹      | مریم مقدس      | صدابردار | شهریار بحرانی  | شبکه ۲  |
| ۱۳۷۶–۱۳۷۷ | مردان آنجلس    | صدابردار | فرج‌الله سلحشور | شبکه ۱  |
| ۱۳۷۴–۱۳۷۵ | دزدان مادربزرگ | صدابردار | محمدحسین لطیفی | شبکه ۱  |
| ۱۳۷۴      | آخرین فرصت     | صدابردار | بهرام ری‌پور    |         |
| ۱۳۶۴      | بوعلی سینا     | صدابردار | کیهان رهگذار   | شبکه ۲  |

## جوایز
برخی از جوایز اسحاق خانزادی به شرح زیر است:
- جایزهٔ ویژهٔ هیئت داوران در پنجمین دوره جشنواره فیلم فجر برای فیلم «شیر سنگی» (مسعود جعفری جوزانی، ۱۳۶۵)
- سیمرغ بلورین بهترین صداگذاری در هفتمین دوره جشنواره فیلم فجر برای فیلم «در مسیر تندباد» (مسعود جعفری جوزانی، ۱۳۶۷)
- سیمرغ بلورین بهترین صداگذاری در هجدهمین دوره جشنواره فیلم فجر برای فیلم «اعتراض» (مسعود کیمیایی، ۱۳۷۸)
- جایزه بهترین صداگذاری در ششمین دوره جشنواره دفاع مقدس برای فیلم «حمله به اچ۳» به کارگردانی شهریار بحرانی
- جایزه بهترین صداگذاری و صدابرداری در پنجمین دوره جشنواره دفاع مقدس برای فیلم «جنگ نفتکش‌ها» به کارگردانی محمد بزرگ‌نیا
- جایزه بهترین صداگذاری برای فیلم «نگین» به کارگردانی اصغر هاشمی در ششمین دوره جشن خانه سینما
- جایزه بهترین صدابرداری در جشنواره تولیدات سیما برای فیلم و مجموعهٔ تلویزیونی «مریم مقدس» (شهریار بحرانی، ۱۳۷۹)